# 34494 Shikarpur
34494 Shikarpur è un asteroide della fascia principale. Scoperto nel 2000, presenta un'orbita caratterizzata da un semiasse maggiore pari a 3,0256906 au e da un'eccentricità di 0,1156500, inclinata di 2,59145° rispetto all'eclittica.